# Load and go
Load and go (svenska: "lasta och kör") eller Scoop and run är ett begrepp inom ambulanssjukvården. Det betyder då att man snabbt lastar och kör patienten till ett sjukhus, utan att bry sig om att ge sjukvård på olycksplatsen. I vissa fall kan detta vara det rätta och livräddande om avståndet till sjukhuset inte är så stort. Alternativet kallas "stay and play" och skulle då innebära att man stabiliserar patientens tillstånd på platsen, före transport till sjukhus.
Ett exempel då load and go tillämpades var vid spårvagnsolyckan i Göteborg 1992, där man hade en masskadesituation, och kort körväg från olycksplatsen till Sahlgrenska sjukhuset; det var effektivare att lasta och köra de skadade så fort som möjligt till sjukhusets akutmottagning än att ge sjukvård på plats. Ett annat exempel var under diskoteksbranden i Göteborg 1998.